# ホテルエイペックス洞爺
ホテルエイペックス洞爺（ホテルエイペックスとうや、Hotel Apex Toya）とは、北海道虻田町（現在の洞爺湖町）に存在した、会員制リゾートホテルである。併設されていたゴルフ場やスキー場と併せて、「エイペックスリゾート洞爺」とも総称されていた。
北海道拓殖銀行（当時）による乱脈投資の舞台となり、同行経営破綻後の1998年（平成10年）に廃業した。廃業時の名称は「ザ・ウィンザーホテル洞爺」。
2002年（平成14年）、「ザ・ウィンザーホテル洞爺リゾート&スパ」として営業を再開した。

## 概要
バブル景気に、日本国内外で大規模なリゾート開発を行った建設不動産会社・カブトデコム（札幌市）の子会社「エイペックス（Apex）」（1985年設立、旧社名・甲観光）が計画、完成させた大規模リゾートホテルである。併設されていたゴルフ場「ロイヤルクラシック洞爺」や、スキー場「スノーパーク洞爺（洞爺スキーパーク）」などと併せた一帯は、「エイペックスリゾート洞爺」と称された。
会員制の高級ホテルとして企画されていたが、1993年（平成5年）の開業時には既にバブル崩壊しており、会員権の販売は不調であった。およそ665億円といわれる総工費の多くを融資していた北海道拓殖銀行は、ホテル完成を待たずに、エイペックスを子会社化している。
1997年（平成9年）には、ホテル運営会社「ザ・ウィンザー・ホテルズ インターナショナル」（東京都、社長・窪山哲雄）へと運営が委託され、ホテル名称が「ザ・ウィンザーホテル洞爺」に変更された。11月17日、親会社である北海道拓殖銀行が経営破綻し、翌1998年（平成10年）3月にはエイペックスも自己破産を申請、土地・建物等は破産管財人の管理下に置かれ、ホテルの営業は中止となった。
2000年（平成12年）、破産管財人はセコム損害保険の子会社である不動産投資管理会社「十勝アーバンプロパティーズ」（東京都）に、土地建物を、総工費の10分の1である約60億円で売却した。2002年（平成14年）、廃業前と同様の運営会社「ザ・ウィンザー・ホテルズ インターナショナル」によるホテル「ザ・ウィンザーホテル洞爺リゾート&スパ」として営業を再開している。

## 沿革
- 1988年 - エイペックスが建設を開始
- 1993年
  - 1月 - 「スノーパーク洞爺」開場
  - 3月 - 北海道拓殖銀行、エイペックスを子会社化
  - 12月 - ホテルエイペックス洞爺開業
- 1997年
  - 1月 - 「ザ・ウィンザー・ホテルズ インターナショナル（WHI）」設立
  - 7月 - WHI社による運営開始、ホテル名称ザ・ウィンザーホテル洞爺に変更
  - 11月17日 - 北海道拓殖銀行が経営破綻
- 1998年
  - 3月18日 - エイペックスが自己破産
  - 3月20日 - ホテルの営業を終了、破産管財人管理下となる
- 2000年 - 十勝アーバンプロパティーズが土地・建物を買収
- 2002年6月 - ザ・ウィンザーホテル洞爺リゾート&スパとして営業再開
- 2014年6月 - 明治海運が土地・建物およびWHI社の株式を買収

## 地元自治体関係
- ゴルフ場の一部等、敷地の一部は、虻田町（当時）に隣接する豊浦町にまたがっている。
- ホテルが休業したことにより、各地方公共団体は失業・雇用対策に追われるばかりでなく、固定資産税の収入が途絶え、緊縮財政を強いられた。特に、虻田町は数年間にわたり年間1億円の固定資産税が欠損状態となり、財政破綻寸前にまで追い込まれた。結果的に売却・清算後、滞納した固定資産税の3分の1程度が納められたという。
- 2000年（平成12年）3月31日の有珠山噴火時には、豊浦町船見町にある元社宅・元独身寮が避難所として使われ、最大で1000人を超える住民が避難していた。

## その他
- 2001年（平成13年）4月16日に、休止中のザ・ウィンザーホテル洞爺でロケーションが行われた『Gメン'75スペシャル 東京・北海道トリック殺人事件』が放送されている。